# Антихвіст

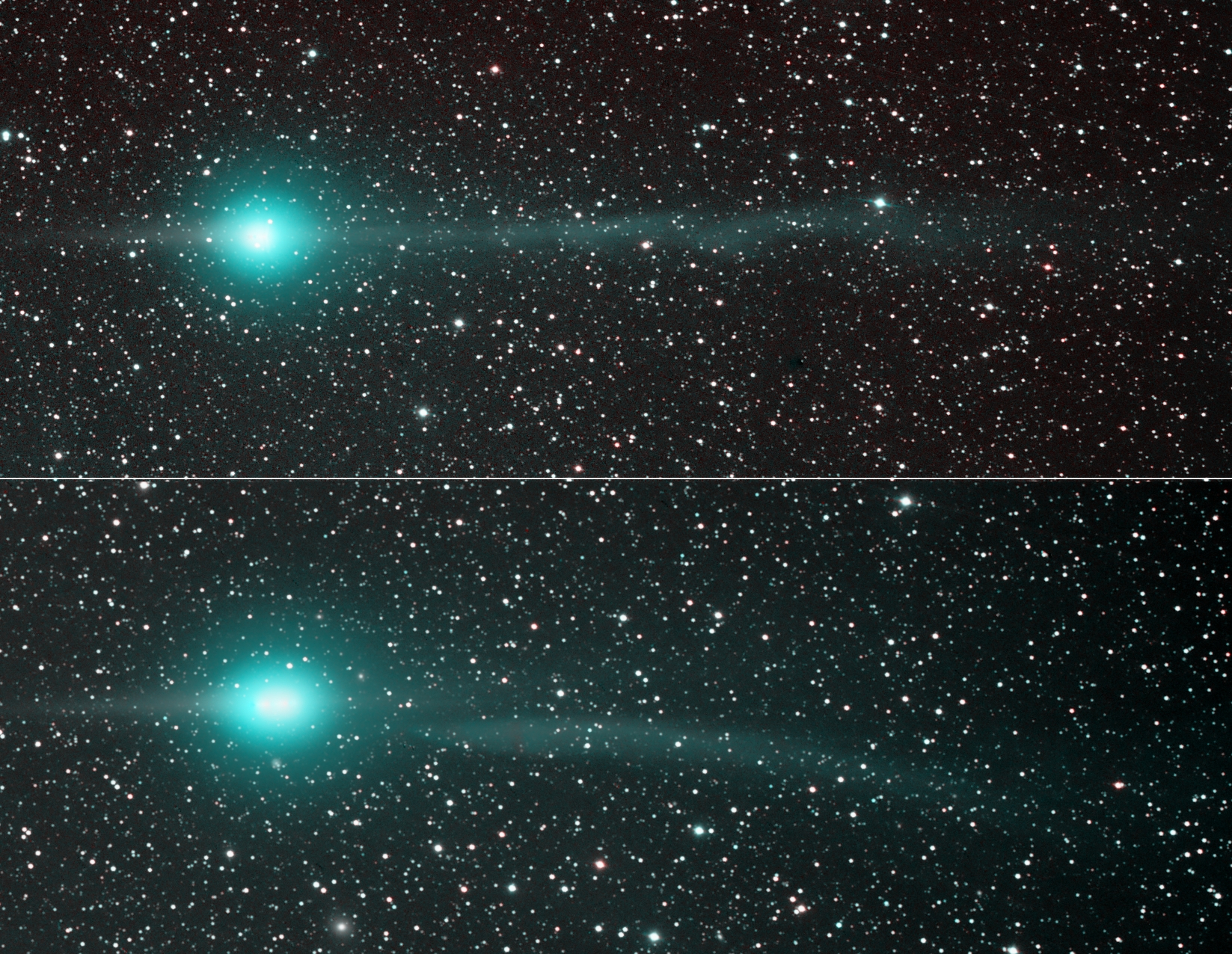
Антихвіст комети Лулінь зліва та іонний хвіст справа.

Схематичне зображення, що демонструє, яким чином може утворитися антихвіст, що буде спрямований у напрямку, візуально протилежному до пилового чи газового хвоста, якщо дивитися з Землі.
A — Сонце, B — Земля, C — ядро комети, D — орбіта комети, E — пиловий хвіст, F — газовий хвіст, G — пиловий слід, який і формує антихвіст.

Антихвіст — це пиловий слід у формі шипа, що відходить від коми комети таким чином, що видається, наче він спрямований у бік Сонця, а тому є геометрично протилежним до двох інших хвостів: іонного (газового) хвоста та пилового хвоста. Це всього-лиш оптична ілюзія, яку спостерігають із Землі. Антихвіст формується із більших часточок пилу, на які тиск сонячної радіації має менший вплив, а тому вони зазвичай залишаються, грубо кажучи, в межах орбітальної площини комети, і зрештою формують пиловий диск вздовж орбіти комети, який утворюється відповідно до швидкості відокремлення частинок від поверхні комети. Коли Земля проминає орбітальну площину комети, бічна лінія цього диска стає видимою з одного боку комети для спостерігачів із Землі, і має характерний вигляд шипа. Іноді також можна побачити лінію диска й з іншого боку комети, однак зазвичай вона залишається прихованою за пиловим хвостом. Тому антихвіст зазвичай можна побачити лише протягом дуже нетривалого інтервалу часу, лише тоді, коли Земля проходить крізь орбітальну площину комети.
Більшість комет не еволюціонують настільки, аби їх антихвіст можна було побачити, але до тих окремих, відомих комет, антихвіст яких було спостережено, належать комета Аренда — Ролана (1957), комета Гейла — Боппа (1997) та комета PANSTARRS (2013).